# Хэнд, Элизабет
Элизабет Хэнд (англ. Elizabeth Hand, родилась 29 марта 1957 года) — американская писательница в жанрах фэнтези, хоррора и научной фантастики.

## Биография
Элизабет Хэнд родилась и выросла в Йонкерсе и получила образование в Католическом университете Америки. Впоследствии она переехала в Вашингтон и некоторое время работала в Смитсоновском институте и Национальном музее воздухоплавания и астронавтики США.
Позже, когда её карьера писательницы пошла в гору, Хэнд перебралась на постоянное место жительства на побережье штата Мэн, где и живёт в настоящее время.

## Творчество

### Рассказы
Свой первый рассказ в жанре хоррор, «Князь цветов», Элизабет Хэнд опубликовала в 1988 году, потратив около двух лет на поиски издания, которое решилось бы его напечатать. После этого рассказы писательницы стали часто появляться в различных журналах. Рассказы Элизабет Хэнд собраны в трёх книгах, каждая из которых удостоилась престижных премий:
- «Последнее лето на Марс-Хилл» (1998) — премия Небьюла, Всемирная премия фэнтези[2]
- «Библиомантия» (2002) — Всемирная премия фэнтези[2]
- «Мудрость и сера: странные истории» (2006) — премия Небьюла за рассказ «Эхо»
- Повесть. «Желтокрылая Клеопатра Бримстоун» другое название «Клеопатра Баттерфляй». (2001)

### Романы
Элизабет Хэнд — автор нескольких романов в жанрах фэнтези, ужасов и научной фантастики:
- «Всю зиму напролёт» (1990)
- «Эстивальный прилив» (1992)
- «Падающий Икар» (1993)
- «Пробудить Луну» (1994) — премия Дж. М. Типтри-младшего, премия Мифопоэтического сообщества[2]
- «Мерцание» (1997)
- «Чёрный свет» (1999)
- «Смертельная любовь» (2004)
- «Потерянное поколение» (2007) — премия Шерли Джексон

### Новеллизации и комиксы
В 1990-е годы Элизабет Хэнд принимала участие в создании серии комиксов «Anima» для издательства DC Comics.
Кроме того, ей принадлежат новеллизации нескольких фильмов.